# Jacob Voss
Jacob Voss (* im 16. Jahrhundert in Münster; † 8. März 1581 ebenda) war ein deutscher römisch-katholischer Theologe, Offizial und Generalvikar im Bistum Münster.

## Leben
Jacob Voss war ein Sohn des münsterischen Ratsherrn Bartold Voss und dessen Ehefrau Elsa Rokelose. Er hatte mehrere Geschwister, darunter Hermann (Kanoniker und Dechant am Alten Dom). Sein Schwager Nicolaus Schaten war Jesuit und Historiker, sein Cousin Johannes Holthues Dechant. 1556 immatrikulierte er sich an der Artistenfakultät Köln und wurde baccalaureus und licentiatus iuris canonici. 
Der münsterische Stadtrat verlieh ihm 1558 eine Vikarie zu St. Lamberti in Münster mit der Auflage, innerhalb von zwei Jahren die Priesterweihe zu empfangen. Am Alten Dom in Münster besaß er zu dieser Zeit bereits ein Kanonikat. Im Jahre 1561 übertrug ihm Bischof Bernhard von Raesfeld die Siegelkammer und das Generalvikariat. Beide Ämter übte er bis zu seinem Tode aus.
1564/1565 übte er das Amt des Bursars aus. In dieser Funktion war er im Domkapitel für die wirtschaftlichen Belange zuständig. Am 27. Oktober 1565 bestallte ihn Bischof Bernhard zum Offizial. Bei der Wahrnehmung dieser Aufgabe fühlte er sich überfordert und bat den Bischof Johann von Hoya am 16. April 1567 um Entlassung. Dieser hatte nach dem Tod des Bischofs Bernhard im Jahre 1566 die Nachfolge als Bischof angetreten und zögerte die Entscheidung über das Gesuch hinaus. Vielmehr bestätigte er ihn noch am 28. April 1567 in seinen Ämtern. Schließlich wurde Voss am 26. Juni vom Amt des Offizials entbunden. Nachfolger wurde Dietrich von Ham.
Voss gehörte zu einer Kommission, die den Auftrag erhielt, die Jurisdiktion der münsterischen Kirche im Archidiakonat Friesland, aufrechtzuerhalten. In den Jahren von 1571 bis 1573 war er Mitglied einer Kommission, die Visitationen im Bistum Münster durchzuführen hatte.
Auf der Herbstsynode 1572 publizierte er den neuen Catechismus romanus, den er am 21. Oktober 1572 durch eine Bekanntmachung in der Diözese Münster einführen ließ.
Am 24. September 1573 ernannte ihn der Fürstbischof zum Beisitzer am Geistlichen und Weltlichen Hofgericht in Münster.
Er amtierte von 1568 an als Dechant am Alten Dom in Münster, besaß die Pfarrei Darup und auch die Vikarie Trium regnum in Heek.
Die Priesterweihe hatte er im August 1571 noch nicht empfangen, versprach aber, diese bis Weihnachten 1572 nachzuholen. Bereits bei der Verleihung der Vikarie St. Lamberti im Jahre 1558 hatte er gegenüber dem Rat Münster versprochen, die Priesterweihe innerhalb von zwei Jahren nachzuholen.
In seinem Testament vom 15. Mai 1579 bedachte Voss seine Magd Gertrud Tymmermans und die gemeinsamen Kinder sowie die Tochter Styneke, die aus seiner Beziehung mit Anna Vogelsanges stammte. Er wurde seinem Wunsch entsprechend vor dem Alten Dom in Münster beigesetzt.
Voss war Mitglied der Liebfrauenbruderschaft zu St. Aegidii und der Catharinenbruderschaft zu St. Lamberti.